# Carlo Meintz
 Carlo Meintz  (* 5. Mai 1933 in Lintgen (luxemburgisch Lëntgen); † 15. Februar 2018) war ein luxemburgischer Politiker und Lehrer. Er war der Bruder des Archivars und Konservators Claude Meintz.

## Politische Tätigkeit
Carlo Meintz  war von 1967 bis 1987 und von 2000 bis 2002 Bürgermeister der Gemeinde Walferdingen (luxemburgisch Walfer, französisch Walferdange). Von 1974 bis 1998 war er für die Demokratesch Partei (DP) im Luxemburger Parlament (davon zehn Jahre als Vizepräsident, 1984–1994, und vier Jahre Präsident der DP-Fraktion, 1980–1984). 1974–1979 Mitglied des Europäischen Parlaments (siehe: Liste der Mitglieder des Europäischen Parlamentes vor 1979). Vom 11. Februar 1998 bis zum 5. Mai 2005 war er Mitglied des Staatsrates.

## Sonstige Tätigkeiten
Von 1986 bis 1996 war er Präsident der Zentrale der luxemburgischen Jugendherbergen. Meintz war begeisterter Basketballspieler und seit 1990 Präsident des Luxemburger Basketballverbands.

## Ehrungen
- 1999 Träger des Verdienstorden des Großherzogtums Luxemburg (Großoffizier)[7]